# Communauté de communes du bassin nogentais
La Communauté de communes du bassin nogentais est une ancienne communauté de communes française, située dans le département de la Haute-Marne et la région Grand Est.

## Historique
La Communauté de communes du bassin nogentais a été créée le 28 décembre 2001.
Au regroupement de sept communes à l'origine viennent s'ajouter :
- Esnouveaux, Marnay-sur-Marne, Poulangy (en 2010).
- Mandres-la-Côte (en 2011).
- Ageville, Forcey, Lanques-sur-Rognon (en 2012).
- Cuves,  Ninville, Vesaignes-sur-Marne.

Par arrêté préfectoral du 17 novembre 2016, elle fusionne au 1er janvier 2017 avec les communautés  du « pays chaumontais » (24 communes) et du « Bassin de Bologne Vignory et Froncles » (22 communes) pour former la nouvelle communauté d'agglomération de Chaumont, du Bassin Nogentais et du Bassin de Bologne Vignory Froncles.

## Composition
Elle regroupait dix-sept communes au 1er janvier 2015 :
| Nom                 | Code Insee | Gentilé       | Superficie (km2) | Population (dernière pop. légale) | Densité (hab./km2) |
| ------------------- | ---------- | ------------- | ---------------- | --------------------------------- | ------------------ |
| Nogent (siège)      | 52353      | Nogentais     | 54,63            | 3 865 (2014)                      | 71                 |
| Ageville            | 52001      | Agevillois    | 19,55            | 307 (2014)                        | 16                 |
| Biesles             | 52050      | Bieslois      | 23,84            | 1 375 (2014)                      | 58                 |
| Cuves               | 52159      | Cuvois        | 5,40             | 22 (2014)                         | 4,1                |
| Esnouveaux          | 52190      | Novaliens     | 16,87            | 319 (2014)                        | 19                 |
| Forcey              | 52204      | Vairons       | 5,28             | 70 (2014)                         | 13                 |
| Lanques-sur-Rognon  | 52271      | Lanquais      | 13,12            | 198 (2014)                        | 15                 |
| Louvières           | 52295      | Hallebardiers | 8,62             | 102 (2014)                        | 12                 |
| Mandres-la-Côte     | 52305      | Mandrins      | 11,30            | 521 (2014)                        | 46                 |
| Marnay-sur-Marne    | 52315      | Marnaysiens   | 10,62            | 306 (2014)                        | 29                 |
| Ninville            | 52352      | Ninvillois    | 9,03             | 82 (2014)                         | 9,1                |
| Poinson-lès-Nogent  | 52396      | Poinsonnais   | 10,67            | 154 (2014)                        | 14                 |
| Poulangy            | 52401      | Poulangeois   | 17,39            | 408 (2014)                        | 23                 |
| Sarcey              | 52459      | Sarceyrois    | 7,22             | 113 (2014)                        | 16                 |
| Thivet              | 52488      | Thivétains    | 15,37            | 263 (2014)                        | 17                 |
| Vesaignes-sur-Marne | 52518      | Vesaignois    | 8,45             | 107 (2014)                        | 13                 |
| Vitry-lès-Nogent    | 52541      | Vitryers      | 7,95             | 174 (2014)                        | 22                 |

À noter que la commune de Biesles est associée avec Le Puits-des-Mèzes et celle de Nogent avec Donnemarie, Essey-les-Eaux et Odival.

## Administration

### Liste des présidents
| Période | Période       | Identité       | Étiquette | Qualité          |
| ------- | ------------- | -------------- | --------- | ---------------- |
| ?       | 2013          | Michel Brocard |           |                  |
| 2013    | décembre 2016 | Michel André   |           | Maire de Biesles |

### Siège
21, place Charles-de-Gaulle 52800 Nogent.

## Compétences
Nombre total de compétences exercées : 17.